# Peggy Glanville-Hicks

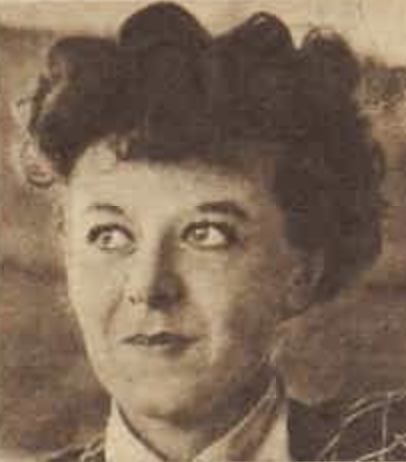
Peggy Glanville-Hicks, 1938

Peggy Winsome Glanville-Hicks (Melbourne, 29 dicembre 1912 – Sydney, 25 giugno 1990) è stata una compositrice e critica musicale australiana.

## Biografia
Peggy Glanville Hicks, nata a Melbourne, ha studiato composizione con Fritz Hart all'Albert Street Conservatorium di Melbourne. Lì ha anche studiato pianoforte con Waldemar Seidel. Trascorse gli anni dal 1932 al 1936 come studentessa al Royal College of Music di Londra, dove studiò pianoforte con Arthur Benjamin, direzione d'orchestra con Constant Lambert e Malcolm Sargent, direzione d'orchestra e composizione con Nadia Boulanger a Parigi e composizione con Ralph Vaughan Williams. In seguito affermò che l'idea che apre la Sinfonia n. 4 di Vaughan Williams è stata presa dalla sua Sinfonietta per piccola orchestra (1935) e riappare nella sua opera del 1953 The Transposed Heads. Tra i suoi insegnanti figura Egon Wellesz, compositore e musicologo a Vienna.
È stata la prima compositrice australiana il cui lavoro, la sua Suite corale, è stata eseguita in un Festival della Società Internazionale di Musica Contemporanea (ISCM) (1938).
Dal 1949 al 1955 ha lavorato come critico musicale per il New York Herald Tribune, succedendo a Paul Bowles, lavorando sotto Virgil Thomson. Allo stesso tempo continuava a comporre ed è stata direttrice musicale al Museum of Modern Art di New York. Le fu concessa la cittadinanza statunitense nel 1949. Dopo aver lasciato l'America ha vissuto in Grecia dal 1957 al 1975. Negli Stati Uniti chiese a George Antheil di rivedere il suo Ballet Mécanique dal film omonimo per un moderno ensemble di percussioni per un concerto che contribuì a organizzare. Nel 1966, dopo anni di debolezza visiva, le fu diagnosticato un tumore al cervello, che fu rimosso chirurgicamente, e riacquistò la vista. Tuttavia, come risultato di questa operazione perse l'olfatto.
Morì a Sydney nel 1990. Era tornata in Australia su incoraggiamento di James Murdoch e altri. Murdoch ha anche scritto la sua biografia. Fondò la Peggy Glanville-Hicks Composers' House nella sua casa di Paddington, Sydney, come residenza per compositori australiani e stranieri. L'organizzazione New Music Network ha istituito il Peggy Glanville-Hicks Address in suo onore nel 1999.

## Musica
I suoi lavori strumentali comprendono la Sinfonia da Pacifica, in tre brevi movimenti, iniziata nel 1952 su una barca in viaggio da New Orleans alla sua casa in Australia, e presentata per la prima volta a Melbourne l'anno successivo, il Concerto etrusco per pianoforte e orchestra, il Concerto romantico per viola e orchestra e la Sonata per arpa, eseguita per la prima volta da Nicanor Zabaleta nel 1953, eseguita da Marshall McGuire nel CD Awakening, l'opera è stata nominata la composizione classica contemporanea più eseguita agli APRA Music Awards del 1996.
Le sue opere più famose sono The Transposed Heads e Nausicaa. The Transposed Heads è in sei scene su libretto del compositore dopo Thomas Mann ed è stato presentata per la prima volta a Louisville, Kentucky, il 3 aprile 1954. Nausicaa è stata composta nel 1959-60 e presentata per la prima volta ad Atene nel 1961. Il libretto è tratto dal romanzo Homer's Daughter di Robert Graves e supporta la teoria secondo cui L'Odissea, attribuita a Omero, sia in realtà una storia raccontata da donne. Glanville-Hicks visitò Graves a Maiorca nel 1956 e lavorò con il suo amico Alastair Reid per completare il libretto. La prima è stata un evento importante nel calendario operistico ed è stata considerata un trionfo per Glanville-Hicks, ma l'opera non è mai stata rimessa in scena.
La sua ultima opera, Saffo, è stata composta nel 1963 per la San Francisco Opera, con la speranza che Maria Callas cantasse il ruolo principale. Tuttavia la compagnia rifiutò l'opera e non fu mai prodotta. Questa opera è stata registrata nel 2012 da Jennifer Condon alla direzione della Gulbenkian Orchestra e Coro Gulbenkian con Deborah Polaski nel ruolo della protagonista.

## Vita privata
È stata sposata con il compositore britannico Stanley Bate, omosessuale, dal 1938 al 1949, quando divorziarono. Ha sposato il giornalista Rafael da Costa nel 1952; la coppia ha divorziato l'anno successivo. È stata anche coinvolta sentimentalmente con Mario Monteforte Toledo e Theodore Thomson Flynn. Come Bate, molti degli uomini con cui la Glanville-Hicks era legata erano gay; aveva poche amiche intime e spesso vestiva con abiti maschili. Era un'amica intima dello scrittore e compositore americano espatriato Paul Bowles e rimasero molto legati per tutta la vita, sebbene la loro relazione fosse principalmente epistolare dopo il suo trasferimento in Marocco nel 1947.

## Opere
- Caedmon, opera (1933)
- Concertino da camera (1946)

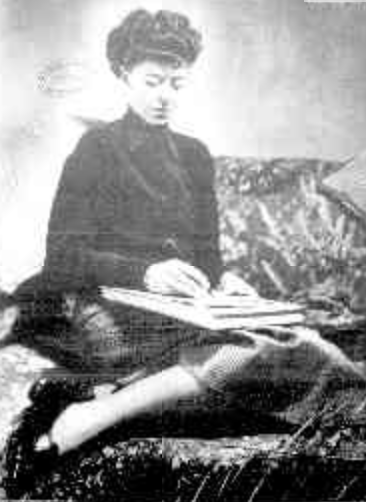
Glanville-Hicks nel 1938

- Letters from Morocco, per tenore e piccola orchestra (1952)
- Sinfonia da Pacifica (1952–1953)[16]
- The Transposed Heads. A Legend of India, opera tratta dal romanzo Die vertauschten Köpfe di Thomas Mann (1953)
- Three Gymnopedies, per oboe, celeste, arpa, archi (1953)[17]
- Etruscan Concerto, per pianoforte e orchestra da camera (1956)
- Concerto Romantico, per viola e orchestra da camera (1956)
- The Glittering Gate, opera (1957)
- The Masque of the Wild Man, balletto (1958)
- Pelude for a Pensive Pupil, per pianoforte (1958)
- Nausicaa, opera (1961)
- Sappho, opera, (1963), prodotta nel 2012.
- Saul and the Witch of Endor, balletto televisivo (1964)
- Tragic Celebration (Jephtha's Daughter), balletto (1966)[16]